# قطعنامه ۱۳۷۲ شورای امنیت
قطعنامه ۱۳۷۲ شورای امنیت سازمان ملل متحد که در تاریخ ۲۸ سپتامبر ۲۰۰۱ تصویب شد، سندی بین‌المللی دربارهٔ دربارهٔ قطعنامه ۱۰۵۴ (۱۹۹۶) است. این قطعنامه طی نشست ۴۳۸۴ام با ۱۴ رای موافق، ۰ مخالف و ۱ ممتنع تصویب شد.